# 額田車站 (茨城縣)
額田車站（日语：／ Nukada eki */?）是屬東日本旅客鐵道水郡線（常陸太田支線）之車站，茨城縣那珂市額田南郷字天神小屋1205-2。 

## 車站構造
側式月台1面1線的地面車站，是無人車站。

## 車站周邊
- 國道349號
- 額田郵局
- 久慈川

## 歷史
- 1897年11月16日：設站。

## 相鄰車站
東日本旅客鐵道
■水郡線（常陸太田支線）
南酒出－額田－河合

## 相關題目
- 日本鐵路車站列表

## 外部連結
- 車站資訊（額田）：東日本旅客鐵道